# Templul Fayuan
Templul Fayuan (în chineză simplificată: 法源寺; pinyin: Fǎyuán Sì) este unul dintre cele mai vechi și cele mai renumite temple budiste din Beijing, China. Este situat în partea de sud-vest a centrului Beijingului.

## Istoric

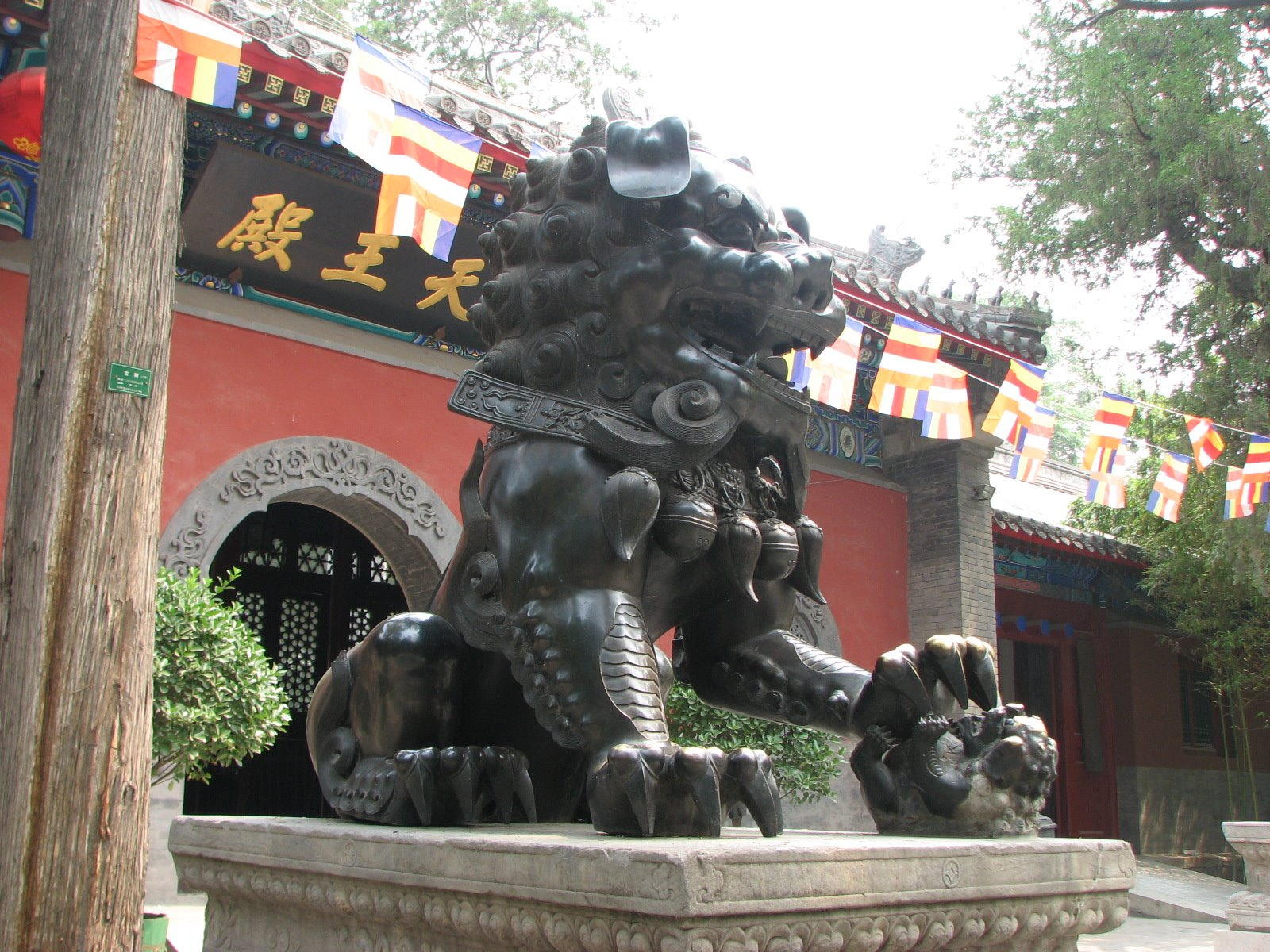
Sculpturi de bronz la una din intrările sale

Templul Fayuan, inițial numit Templul Minzhong, a fost prima dată construit în 645, în timpul dinastiei Tang, de Li Shimin (Împăratul Taizong). Mai târziu, a fost reconstruit în era Zhengtong (1436-1449) din dinastia Ming. Împăratul Taizong a fondat templul pentru a-i comemora pe soldații care au murit în campania împotriva Goguryeo. Templul ocupă o suprafață de 6.700 de metri pătrați. Acesta conține conține un număr mare de relicve culturale, printre care sculpturi antice din bronz, lei de piatră, precum și figurine aurite ale celor trei Buddha. De asemenea, templul găzduiește un număr mare de texte budiste din timpul dinastiilor Ming și Qing.

## Structură

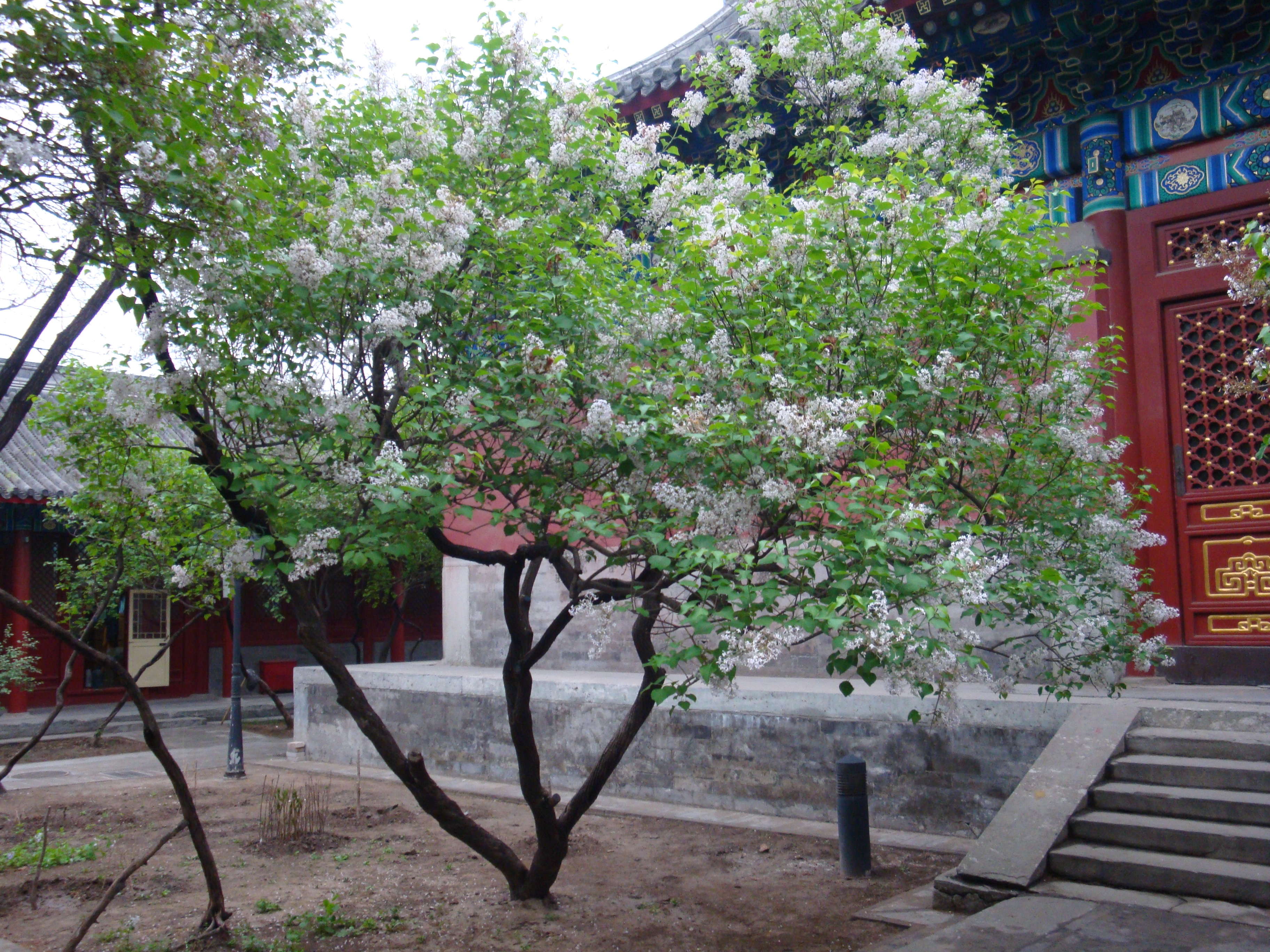

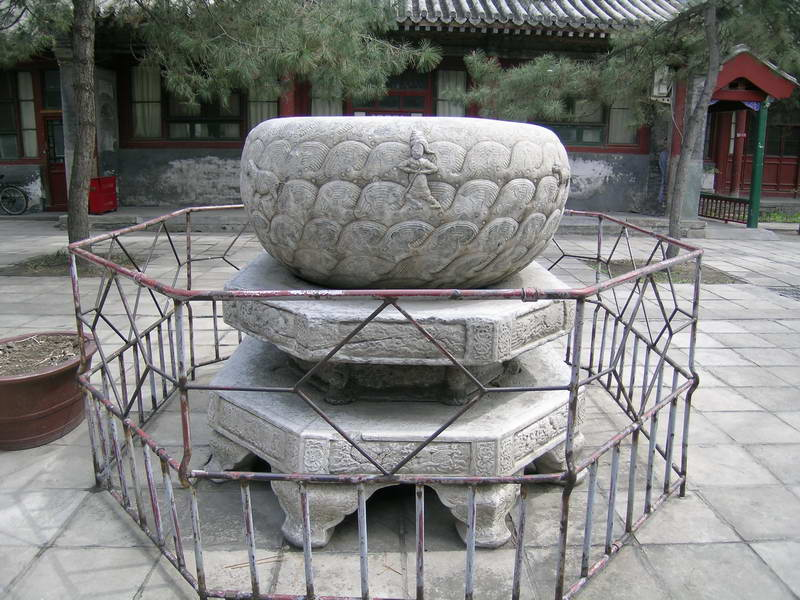

Templul este un ansamblu de clădiri aranjate compact, în care clădirile sunt dispuse simetric de-a lungul axei mediale. Printre clădirile principale se numără Poarta Templului, Sala Regelui Ceresc, Sala Mare, Sala Marii Compasiuni, Sala Sutra și Turnurile Clopotului și Tobei.
De fiecare parte a Porții Templului se află Turnul Clopotului și, respectiv, Trunul Tobei. Sala Principală, care este măreață și sacră, găzduiește statuile a trei sfinți: Vairocana, Manjusri și Samantabhadra. În Sala Marii Compasiuni se află statui, pietre sculptate și capodopere artistice. Printre aceste statui se numără și câteva dintre cele mai valoroase statui ale Chinei antice: Statuia din ceramică a lui Buddha Șezând din timpul dinastiei Han de Est (25-220), Statuie din ceramică a lui Buddha din timpul dinastiei Wu de Est (229-280), Statuie din Piatră a lui Buddha din timpul dinastiei Tang (618-907) și Statuie din oțel turnat a lui Guanyin.
Scriitorul taiwanez Li Ao descrie în romanul său „Altarul Martirilor: Povestea Mișcării Reformiste din 1898 în China” începutul și eșecul Reformei de O Sută de Zile de la sfârșitul dinastiei Qing. Li Ao a fost nominalizat pentru Premiul Nobel pentru Literatură.